# Буксир (литературное объединение)

Обложка поэмы «Первая победа» А. Ворошилова. Издательство Магнитостроя. 1931 г.

«Буксир» — литературное объединение (бригада) молодых пролетарских поэтов и писателей в Магнитогорске при строящемся металлургическом комбинате. Образовано в 1930 году.
«Призыв рабочих-ударников в литературу», объявленный РАПП и ВЦСПС, совпал в 1930 году с выходом первого номера газеты «Магнитогорский комсомолец». Вскоре при под руководством поэта-коммуниста В. А. Макарова образовалось литературное объединение «Буксир» из рабочей молодёжи: А. Ворошилов, Б. А. Ручьёв, М. М. Люгарин, А. О. Авдеенко, К. Г. Мурзиди, Л. К. Татьяничева, М. С. Гроссман, Я. Т. Вохменцев, А. Н. Лозневой, Д. А. Терещенко и другие. Одним из наиболее заметных был А. Ворошилов, бывший беспризорник, воспевавший в своих поэмах реальных героев-ударников Магнитки. Сам рвавшийся к подвигам он переохладился на строительстве в мороз и умер в возрасте 21 года. 
С 1932 года бригада носила имя Максима Горького. В 1934 году — в «Буксире» около ста рабочих писателей и поэтов.
Название бригады связано с тем, что молодые поэты были считали: поэзия должна «взять на буксир» стройку, вдохновлять магнитостроевцев на ударный труд. Молодые литераторы сами принимали участие в строительстве и активно выступали прямо на стройплощадке, в бараках и на сценах клубов.  Бригада заняла ведущее место в литературном движении Урала начала 1930-х годов. Выпускала одноимённый журнал (с 1932 года — «За Магнитострой литературы»). 
Начинающим магнитогорским литераторам помогали М. Горький, Д. Бедный, Н. В. Богданов, Л. Н. Сейфуллина, Я. В. Смеляков, А. Г. Малышкин, В. П. Катаев, В. Б. Шкловский, А. П. Гайдар. Все они, кроме М. Горького, были на Магнитострое. В 1931 году в Москве в издательстве «Молодая гвардия» вышел в свет первый коллективный сборник магнитогорских поэтов «Весна Магнитостроя» с предисловием Н. В. Богданова. 
Многие члены бригады пострадали от репрессий, М. М. Люгарин и Б. А. Ручьёв прошли через лагеря, В. А. Макарова расстреляли.